# SBT Palace Hotel
SBT Palace Hotel foi um especial de fim de ano, exibido em 19 de dezembro de 2002 pelo Sistema Brasileiro de Televisão, que contou com grande elenco da emissora ambientado em um hotel. O especial foi líder em audiência em sua exibição original, alcançando 19 pontos.

## Elenco
| Ator/Atriz                | Personagem        |
| ------------------------- | ----------------- |
| Moacyr Franco             | Quatrolho         |
| Ronald Golias             | Tin-Ton           |
| Ratinho                   | Camundongo        |
| Jackeline Petkovic        | Dadete            |
| Gorete Milagres           | Filó              |
| Sônia Abrão               | Sara              |
| Marília Gabriela          | Giane             |
| Hermano Henning           | Kurtz             |
| Hebe Camargo              | Baronesa Gracinha |
| Carlos Alberto de Nóbrega | Manoel            |
| Patrícia Pioltini         | Patty             |
| Babi Xavier               | Mozinha           |
| Celso Portiolli           | Mozão             |
| Nany People               | Celeste Aída      |
| Bianca Rinaldi            | Lara Yah          |
| Dercy Gonçalves           | Avó de Lara Yah   |